# ام روابه
ام روابه (به عربی: أم روابة) شهری در استان کردفان شمالی کشور سودان است که جمعیت آن در سرشماری سال ۱۹۹۳ میلادی k.A. نفر بوده و در سال ۲۰۰۷ میلادی ۵۷٫۹۲۹ نفر تخمین زده شده است.